# Höjdhopp för damer i friidrott vid olympiska sommarspelen 2004
 Höjdhopp, damer vid  Olympiska sommarspelen 2004 genomfördes vid Atens olympiska stadion den 26 och 28 augusti.

## Medaljörer
| Event    | Guld                       | Guld        | Silver                   | Silver | Brons                      | Brons  |
| Höjdhopp | Jelena Slesarenko Ryssland | 2,06 m (OR) | Hestrie Cloete Sydafrika | 2,02 m | Viktoriya Styopina Ukraina | 2,02 m |

## Resultat
Alla resultat visas i meter.

Q automatiskt kvalificerad.

q kvalificerad genom ett av de därnäst bästa resultaten

DNS startade inte.

OR markerar olympiskt rekord.

NR markerar nationsrekord.

PB markerar personligt rekord.

SB markerar bästa resultat under säsongen.

NM markerar ej resultat

DSQ markerar diskvalificerad eller utesluten.

### Kval
Kvalgränsen var satt till 1,95 meter, vilket klarades av 9 deltagare, varför de tre resterande finalplatserna besattes av de tre med därnäst bästa resultaten.
| Placering | Grupp | Namn                  | Nationalitet            | 1.75 | 1.80 | 1.85 | 1.89 | 1.92 | 1.95 | Resultat | Noteringar |
| --------- | ----- | --------------------- | ----------------------- | ---- | ---- | ---- | ---- | ---- | ---- | -------- | ---------- |
| 1         | A     | Hestrie Cloete        | Sydafrika               |      |      | o    | o    | o    | o    | 1.95     | Q          |
| 1         | A     | Viktorija Stjopina    | Ukraina                 |      | o    | o    | o    | o    | o    | 1.95     | Q          |
| 1         | B     | Irina Mychaltjenko    | Ukraina                 |      | o    | o    | o    | o    | o    | 1.95     | Q          |
| 4         | A     | Tia Hellebaut         | Belgien                 | o    | o    | o    | xo   | o    | o    | 1.95     | Q, =NR     |
| 4         | B     | Anna Tjitjerova       | Ryssland                |      | o    | o    | o    | xo   | o    | 1.95     | Q          |
| 4         | B     | Jelena Slesarenko     | Ryssland                |      | o    | o    | o    | xo   | o    | 1.95     | Q          |
| 7         | A     | Blanka Vlašić         | Kroatien                |      |      | xxo  | xo   | o    | o    | 1.95     | Q          |
| 8         | B     | Monica Iagăr          | Rumänien                |      | o    | o    | o    | xo   | xo   | 1.95     | Q, =SB     |
| 8         | B     | Amy Acuff             | USA                     |      | o    | o    | o    | xo   | xo   | 1.95     | Q          |
| 10        | A     | Inga Babakova         | Ukraina                 |      | o    | o    | o    | o    | xxx  | 1.92     | q          |
| 11        | B     | Marta Mendía          | Spanien                 |      | o    | o    | xo   | o    | xxx  | 1.92     | q          |
| 12        | A     | Oana Pantelimon       | Rumänien                |      | o    | o    | xxo  | o    | xxx  | 1.92     | q, SB      |
| 13        | A     | Tatjana Novoseltseva  | Ryssland                |      | o    | o    | o    | xo   | xxx  | 1.92     |            |
| 14        | B     | Romary Rifka          | Mexiko                  |      | o    | o    | xo   | xxo  | xxx  | 1.92     |            |
| 15        | B     | Venelina Veneva       | Bulgarien               |      | o    | o    | xxo  | xxo  | xxx  | 1.92     |            |
| 16        | A     | Ruth Beitia           | Spanien                 | o    | o    | o    | o    | xxx  |      | 1.89     |            |
| 16        | B     | Tisha Waller          | USA                     |      | o    | o    | o    | xxx  |      | 1.89     |            |
| 16        | B     | Jing Xuezhu           | Kina                    | o    | o    | o    | o    | xxx  |      | 1.89     |            |
| 16        | B     | Juana Arrendel        | Dominikanska republiken |      | o    | o    | o    | xxx  |      | 1.89     | SB         |
| 16        | B     | Iva Straková          | Tjeckien                | o    | o    | o    | o    | xxx  |      | 1.89     |            |
| 21        | B     | Noengrothai Chaipetch | Thailand                | o    | o    | xo   | o    | xxx  |      | 1.89     |            |
| 22        | A     | Candeğer Kilinçer     | Turkiet                 |      | o    | o    | xo   | xxx  |      | 1.89     |            |
| 23        | A     | Corinne Müller        | Schweiz                 |      | o    | o    | xxo  | xxx  |      | 1.89     |            |
| 23        | A     | Solange Witteveen     | Argentina               | o    | o    | o    | xxo  | xxx  |      | 1.89     |            |
| 23        | B     | Tatjana Efimenko      | Kirgizistan             |      | o    | o    | xxo  | xxx  |      | 1.89     |            |
| 26        | A     | Zuzana Hlavoňová      | Tjeckien                |      | o    | o    | xxx  |      |      | 1.85     |            |
| 26        | B     | Inna Gliznuta         | Moldavien               | o    | o    | o    | xxx  |      |      | 1.85     |            |
| 28        | A     | Bobby Aloysius        | Indien                  | o    | o    | xo   | xxx  |      |      | 1.85     |            |
| 28        | A     | Chaunte Howard        | USA                     |      | o    | xo   | xxx  |      |      | 1.85     |            |
| 30        | B     | Caterine Ibargüen     | Colombia                |      | xo   | xxo  | xxx  |      |      | 1.85     |            |
| 31        | A     | Marina Aitova         | Kazakstan               | o    | xxo  | xxo  | xxx  |      |      | 1.85     |            |
| 31        | B     | Nikolia Mitropoulou   | Grekland                |      | xxo  | xxo  | xxx  |      |      | 1.85     |            |
| 33        | A     | Bui Thi Nhung         | Vietnam                 | o    | o    | xxx  |      |      |      | 1.80     |            |
| 34        | A     | Petrina Price         | Australien              |      | xxo  | xxx  |      |      |      | 1.80     |            |

### Final
| Placering | Namn               | Nationalitet | 1.85 | 1.89 | 1.93 | 1.96 | 1.99 | 2.02 | 2.04 | 2.06 | 2.10 | Resultat | Noteringar |
| --------- | ------------------ | ------------ | ---- | ---- | ---- | ---- | ---- | ---- | ---- | ---- | ---- | -------- | ---------- |
| 1         | Jelena Slesarenko  | Ryssland     | o    | o    | o    | o    | o    | o    | o    | o    | xxx  | 2.06     | OR         |
| 2         | Hestrie Cloete     | Sydafrika    | o    | o    | o    | o    | o    | o    | xx-  | x    |      | 2.02     |            |
| 3         | Viktorija Stjopina | Ukraina      | o    | o    | o    | xxo  | xxo  | o    | xxx  |      |      | 2.02     | PB         |
| 4         | Amy Acuff          | USA          | o    | o    | o    | xo   | o    | -    | xxx  |      |      | 1.99     |            |
| 5         | Irina Mychaltjenko | Ukraina      | o    | o    | o    | xo   | xxx  |      |      |      |      | 1.96     |            |
| 6         | Anna Tjitjerova    | Ryssland     | xo   | o    | o    | xxo  | xxx  |      |      |      |      | 1.96     |            |
| 7         | Oana Pantelimon    | Rumänien     | o    | o    | o    | xxx  |      |      |      |      |      | 1.93     | SB         |
| 8         | Monica Iagăr       | Rumänien     | o    | o    | xo   | xxx  |      |      |      |      |      | 1.93     |            |
| 9         | Inga Babakova      | Ukraina      | o    | xo   | xo   | xxx  |      |      |      |      |      | 1.93     |            |
| 10        | Marta Mendía       | Spanien      | o    | o    | xxo  | xxx  |      |      |      |      |      | 1.93     |            |
| 11        | Blanka Vlašić      | Kroatien     | o    | o    | xxx  |      |      |      |      |      |      | 1.89     |            |
| 12        | Tia Hellebaut      | Belgien      | o    | xxx  |      |      |      |      |      |      |      | 1.85     |            |

## Rekord

### Världsrekord
- Stefka Kostadinova, Bulgarien - 2,09 - 30 augusti 1987 - Rom, Italien

### Olympiskt rekord
- Jelena Slesarenko, Ryssland - 2,06 - 28 augusti 2004 - Aten, Grekland

## Tidigare vinnare

### OS
- 1896 – 1924: Inga tävlingar
- 1928 i Amsterdam: Ethel Catherwood, Kanada – 1,59
- 1932 i Los Angeles: Jean Shiley, USA – 1,66
- 1936 i Berlin: Ibolya Csak, Ungern – 1,60
- 1948 i London: Alice Coachman, USA – 1,68
- 1952 i Helsingfors: Esther Brand, Sydafrika – 1,67
- 1956 i Melbourne: Mildred McDaniel, USA – 1,76
- 1960 i Rom: Iolanda Balas, Rumänien – 1,85
- 1964 i Tokyo: Iolanda Balas, Rumänien – 1,90
- 1968 i Mexico City: Miloslava Rezkova, Tjeckoslovakien – 1,82
- 1972 i München: Ulrike Meyfarth, Västtyskland – 1,92
- 1976 i Montréal: Rosemarie Ackermann, DDR – 1,93
- 1980 i Moskva: Sara Simeoni, Italien – 1,97
- 1984 i Los Angeles: Ulrike Meyfarth, Västtyskland – 2,02
- 1988 i Seoul: Louise Ritter, USA – 2,03
- 1992 i Barcelona: Heike Henkel, Tyskland – 2,02
- 1996 i Atlanta: Stefka Kostadinova, Bulgarien – 2,05
- 2000 i Sydney: Jelena Jelesina, Ryssland – 2,01

### VM
- 1983 i Helsingfors: Tamara Bikova, Sovjetunionen – 2,01
- 1987 i Rom: Stefka Kostadinova, Bulgarien – 2,09
- 1991 i Tokyo: Heike Henkel, Tyskland – 2,05
- 1993 i Stuttgart: Ioamnet Quintero, Kuba – 1,99
- 1995 i Göteborg: Stefka Kostadinova, Bulgarien – 2,01
- 1997 i Aten: Hanne Haugland, Norge – 1,99
- 1999 i Sevilla: Inha Babakova, Ukraina – 1,99
- 2001 i Edmonton: Hestrie Cloete, Sydafrika – 2,00
- 2003 i Paris: Hestrie Cloete, Sydafrika – 2,06
- 2005 i Helsingfors: Kajsa Bergqvist, Sverige - 2,02